# Neuroendocrinologia
La neuroendocrinologia è la branca della biologia (in particolare della fisiologia) che studia l'interazione tra il sistema nervoso e il sistema endocrino, cioè come il cervello regola l'attività ormonale nel corpo. I sistemi nervoso ed endocrino spesso agiscono insieme in un processo chiamato integrazione neuroendocrina, per regolare i processi fisiologici del corpo umano. La neuroendocrinologia è nata dalla scoperta che il cervello, in particolare l'ipotalamo, controlla la secrezione degli ormoni dell'ipofisi e si è successivamente espansa per studiare numerose interconnessioni tra sistema endocrino e nervoso.
Il sistema neuroendocrino controlla, attraverso l'ipotalamo, l'omeostasi, regola la riproduzione, il metabolismo, il comportamento di assunzione del cibo e dei liquidi, l'utilizzo dell'energia, l'osmolarità e la pressione sanguigna.

## Sistema neuroendocrino

### Principali sistemi neuroendocrini
- Asse ipotalamo-ipofisi-surrene (asse HPA)
- Asse ipotalamo-ipofisi-tiroide (asse HPT)
- Asse ipotalamo-ipofisi-gonadi (asse HPG)
- Sistema ipotalamo-neuroipofisario

### Ipotalamo
Il sistema endocrino è costituito da numerose ghiandole in tutto il corpo che producono e secernono ormoni di diversa struttura chimica, inclusi peptidi, steroidi e neuroammine. In generale, gli ormoni regolano molti processi fisiologici.
L'ossitocina e la vasopressina (chiamato anche ormone antidiuretico), i due ormoni neuroipofisari dell'ipofisi posteriore (o neuroipofisi), vengono secreti dalle terminazioni nervose delle cellule neurosecretorie magnocellulari ipotalamiche nella circolazione sistemica. I corpi cellulari dei neuroni secernenti ossitocina e vasopressina sono localizzati nel nucleo paraventricolare e nucleo sopraottico, rispettivamente, e l'attività elettrica di questi neuroni è regolata da input sinaptici afferenti da altre regioni del cervello. Al contrario, gli ormoni della ipofisi anteriore (o adenoipofisi) sono secreti da cellule endocrine che, nei mammiferi, non sono direttamente innervate, ma la secrezione di questi ormoni (ormone adrenocorticotropo, ACTH ormone luteinizzante LH, ormone follicolo-stimolante FSH, ormone tiroide stimolante TSH, prolattina e ormone della crescita GH) rimane sotto il controllo dell'ipotalamo. L'ipotalamo controlla l'ipofisi anteriore tramite fattori di rilascio e fattori di inibizione del rilascio; queste sono sostanze veicolate attraverso il flusso sanguigno rilasciate dai neuroni ipotalamici nei capillari dell'eminenza mediana (una porzione del peduncolo che unisce l'ipofisi all'ipotalamo). Questi vasi, i vasi portali ipotalamo-ipofisari, trasportano i fattori ipotalamici all'ipofisi anteriore, dove si legano a recettori specifici sulla superficie delle cellule produttrici di ormoni.
Ad esempio, la secrezione dell'ormone della crescita è controllata da due sistemi neuroendocrini: i neuroni che producono l'ormone di rilascio dell'ormone della crescita (GHRH) e i neuroni che producono somatostatina, che stimolano e inibiscono rispettivamente la secrezione di GH. I neuroni a GHRH si trovano nel nucleo arcuato dell'ipotalamo, mentre le cellule a somatostatina coinvolte nella regolazione dell'ormone della crescita si trovano nel nucleo periventricolare. Questi due sistemi neuronali proiettano gli assoni verso l'eminenza mediana, dove rilasciano i loro peptidi nei vasi sanguigni portali per il trasporto all'ipofisi anteriore.
I sistemi neuroendocrini controllano tutti gli aspetti della riproduzione dalla formazione della coppia al comportamento sessuale. Controllano la spermatogenesi e il ciclo ovarico, il parto, l'allattamento e il comportamento materno. Controllano la risposta del corpo allo stress e alle infezioni. Regolano il metabolismo del corpo, influenzano l'assunzione di cibo e liquidi e influenzano il modo in cui viene utilizzato l'apporto energetico, cioè il modo in cui i grassi vengono metabolizzati. Influenzano e regolano l'umore, l'omeostasi dei liquidi corporei e degli elettroliti e la pressione sanguigna.

### Ipofisi
La ghiandola pituitaria è divisa in due sezioni: l'ipofisi anteriore e l'ipofisi posteriore. L'ipotalamo controlla la secrezione degli ormoni dell'ipofisi anteriore inviando "releasing hormones" (o fattori di rilascio) attraverso il sistema portale ipotalamo-ipofisario. Ad esempio, l'ormone di rilascio della tireotropina (TRH) stimola la secrezione dell'ormone stimolante la tiroide (TSH) da parte dell'ipofisi anteriore.
L'ipofisi posteriore è innervata dall'ipotalamo; gli ormoni ossitocina e vasopressina sono sintetizzati dalle cellule neuroendocrine nell'ipotalamo e immagazzinati alla terminazione dei neuriti nell'ipofisi posteriore. Sono secreti direttamente nella circolazione sistemica dai neuroni ipotalamici.

## Storia
Ernst e Berta Scharrer, dell'Università di Monaco dell'Albert Einstein College of Medicine sono accreditati come co-fondatori del campo della neuroendocrinologia con le loro prime osservazioni e proposte nel 1945 sulla neurosecrezione.
Geoffrey Harris è considerato da molti il "padre" della neuroendocrinologia. Harris, professore di anatomia del Dr. Lee all'Università di Oxford, ha dimostrato che l'ipofisi anteriore dei mammiferi è regolata dagli ormoni secreti dai neuroni ipotalamici nella circolazione portale ipotalamo-ipofisaria. Al contrario, gli ormoni della ipofisi posteriore vengono secreti nella circolazione sistemica direttamente dalle terminazioni nervose dei neuroni ipotalamici. Questo lavoro fondamentale è stato svolto in collaborazione con Dora Jacobsohn dell'Università di Lund.
I primi di questi fattori che sono stati identificati sono l'ormone di rilascio della tirotropina (TRH) e l'ormone di rilascio della gonadotropina (GnRH). TRH è un piccolo tri-peptide che stimola la secrezione del TSH; Il GnRH (chiamato anche ormone di rilascio dell'ormone luteinizzante) stimola la secrezione dell'ormone luteinizzante e dell'ormone follicolo-stimolante.
Roger Guillemin, uno studente di medicina della Faculté de Médecine di Lione, e Andrew W. Schally dell'Università di Tulane hanno isolato questi fattori dall'ipotalamo di pecore e maiali, e poi hanno identificato le loro strutture. Guillemin e Schally sono stati insigniti del Premio Nobel per la Fisiologia e la Medicina nel 1977 per i loro contributi alla comprensione della "produzione di ormoni peptidici del cervello".
Nel 1952, Andor Szentivanyi, dell'Università della Florida del sud, e Geza Filipp scrissero il primo documento di ricerca al mondo che mostra come il controllo neurale dell'immunità avvenga attraverso l'ipotalamo.

### La neuroendocrinologia oggi
Oggi, la neuroendocrinologia abbraccia un'ampia gamma di argomenti che derivano direttamente o indirettamente dall'azione dei neuroni neuroendocrini. I neuroni neuroendocrini controllano le gonadi, i cui steroidi, a loro volta, influenzano il cervello, così come i corticosteroidi secreti dalla ghiandola surrenale sotto l'influenza dell'ormone adrenocorticotropo. Lo studio di questi feedback è diventato ll campo di studio dei neuroendocrinologi. I peptidi secreti dai neuroni neuroendocrini ipotalamici nel sangue si sono rivelati rilasciati anche nel cervello e le azioni centrali sembravano spesso completare le azioni periferiche. Quindi la comprensione di queste azioni centrali è diventata anche competenza dei neuroendocrinologi, a volte anche quando questi peptidi sono secreti in parti del cervello abbastanza diverse che sembravano svolgere funzioni non correlate alla regolazione endocrina. I neuroni neuroendocrini sono stati scoperti nel sistema nervoso periferico, regolando, ad esempio, la digestione. Le cellule della midollare surrenale che rilasciano adrenalina e noradrenalina hanno dimostrato di possedere proprietà intermedie tra cellule endocrine e neuroni e si sono rivelate eccezionali sistemi modello per esempio per lo studio dei meccanismi molecolari dell'esocitosi. E anche questi sono diventati, per estensione, sistemi neuroendocrini.
I sistemi neuroendocrini sono stati importanti per la nostra comprensione di molti principi di base in neuroscienza e fisiologia, ad esempio, la nostra comprensione dell'accoppiamento stimolo-secrezione. Le origini e il significato del patterning nella secrezione neuroendocrina sono ancora oggi temi dominanti nella neuroendocrinologia.
La neuroendocrinologia è anche utilizzata come parte integrante della comprensione e del trattamento dei disturbi neurobiologici del cervello. Un esempio è l'aumento del trattamento dei sintomi dell'umore con l'ormone tiroideo. Un altro è la scoperta di un problema di transtiretina (trasporto della tiroxina) nel liquido cerebrospinale di alcuni pazienti con diagnosi di schizofrenia.